# شهرستان انتریم (میشیگان)
شهرستان انتریم، میشیگان (به انگلیسی: Antrim County, Michigan) یک سکونتگاه مسکونی در ایالات متحده آمریکا است که در میشیگان واقع شده‌است.